# Lygophis anomalus
La culebra de líneas amarillas (Lygophis anomalus) es una especie de ofidio del género Lygophis. Esta serpiente habita en pastizales del centro-este del Cono Sur de América del Sur.

## Distribución y costumbres
Este ofidio se distribuye desde Río Grande del Sur en el sur de Brasil, todo el Uruguay, Paraguay y el norte de la Argentina, llegando por el sur hasta el sur de la provincia de Buenos Aires. Es una especie abundante en ambientes de pastizales húmedos, siendo de hábitos diurnos. Es una especie oportunista que consume presas de varios tipos de ambientes. Un estudio que analizó el contenido estomacal de 444 especímenes provenientes de toda su área de distribución encontró que se alimenta mayormente de anuros, consumiendo reptiles solo de manera ocasional. En invierno hiberna en solitario o en grupos, aunque salen a tomar sol los días más cálidos. No representa ningún peligro para el ser humano. 
Reproducción
Copula a partir de septiembre. Su reproducción es ovípara, poniendo en diciembre y enero alrededor de 15 huevos blancos y alargados.

## Taxonomía y características
Historia taxonómica
Lygophis anomalus fue descrita originalmente en el año 1858 por el zoólogo británico (nacido en Alemania) Albrecht Carl Ludwig Gotthilf Günther, bajo el nombre científico de Coronella anomala.
En 1926 A. Amaral la incluyó en el género Liophis y sinonimizó en este taxón a la hoy denominada Lygophis elegantissimus. En 1977 José María Gallardo la ubicó a esta última como una subespecie de Liophis anomalus, es decir: Liophis anomalus subsp. elegantissima. En 1989, James R. Dixon la elevó a L. elegantissima al grado de especie plena, desprendiéndola así de Liophis anomalus. Finalmente en 2009 Hussam Zaher y otros la sitúan en el género Lygophis.
Ejemplar tipo
El ejemplar holotipo es el BMNH 1946.1.9.13. 
- Sintipos: (2) ANSP 5534, 20.823; “Paraguay, a lo largo de río Paraná y sus brazos, en particular el Tigre”.[7]

Localidad tipo
La localidad tipo es: “Islas del río Paraná”.
Características
Lygophis anomalus es un ofidio esbelto y relativamente pequeño, de 570 mm de longitud hocico-cloaca, la cola comprende 105 mm. La especie más similar es Lygophis elegantissimus, habitante de las sierras de Ventania. Lygophis anomalus se caracteriza por presentar un patrón cromático de fondo pardo-oliváceo sobre el cual se disponen manchas negras (cada una salpicada de ocre) y una línea rojo oscuro en la parte media dorsal, acompañada por ambos lados por líneas amarillas las cuales no la contactan.

## Conservación
Lygophis anomalus no ha sido evaluada por la Unión Internacional para la Conservación de la Naturaleza (IUCN) en su "lista roja" por lo que se estima que es una "especie bajo preocupación menor", ya que es una especie común, posee una extensa distribución geográfica y no hay grandes amenazas que puedan afectar a la especie haciendo que experimente descensos significativos de su población.